# Staurogyne elongata
Staurogyne elongata är en akantusväxtart som först beskrevs av Bi., och fick sitt nu gällande namn av O. Kuntze. Staurogyne elongata ingår i släktet Staurogyne och familjen akantusväxter. Inga underarter finns listade i Catalogue of Life.